# Camayeca
Camayeca är en ort i Mexiko.   Den ligger i kommunen Ahome och delstaten Sinaloa, i den västra delen av landet, 1 300 km nordväst om huvudstaden Mexico City. Camayeca ligger 16 meter över havet och antalet invånare är 217.
Terrängen runt Camayeca är platt söderut, men norrut är den kuperad. Terrängen runt Camayeca sluttar söderut. Runt Camayeca är det ganska tätbefolkat, med 83 invånare per kvadratkilometer. Närmaste större samhälle är Los Mochis, 19,4 km söder om Camayeca. Trakten runt Camayeca består till största delen av jordbruksmark.